# Gregorio del Pilar, Ilocos Sur

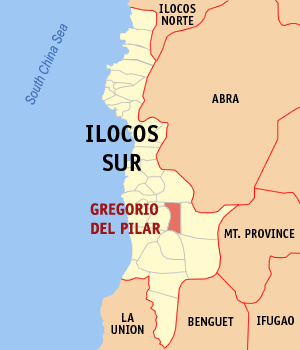
Bản đồ Ilocos Sur với vị trí của Gregorio Del Pilar

Gregorio Del Pilar là một đô thị hạng 5 ở tỉnh Ilocos Sur, Philippines. Theo điều tra dân số năm 2000 của Philipin, đô thị này có dân số 4.134 người trong 811 hộ.

## Các đơn vị hành chính
Gregorio Del Pilar được chia ra 7 barangay.
- Alfonso (Tangaoan)
- Bussot
- Concepcion
- Dapdappig
- Matue-Butarag
- Poblacion Norte
- Poblacion Sur